# زابوژه (شهرستان ووشتسه)
زابوژه (به لهستانی:  Zaborze) یک روستا در لهستان است که در گمینا پلاتروو واقع شده‌است.